# Stăpânii timpului
Stăpânii timpului (1950) (titlu original: Masters of Time) este o carte scrisă de autorul A. E. van Vogt. Prima ediție a fost publicată de către editura Fantasy Press într-un tiraj de 4034 de exemplare și a fost concepută sub forma unei culegeri care conținea două nuvele apărute inițial în revista Astounding:
- "Masters of Time"
- "The Changeling"

A doua nuvelă face parte din ciclul Pendrake și a fost inclusă doar în prima ediție a cărții. Traducerea românească apărută în 1994 la Editura Vremea respectă edițiile ulterioare, în care a fost publicată doar prima nuvelă.

## Intriga
Norma a ajuns într-un punct mort al vieții sale și singura alternativă pe care o mai vede este sinuciderea. Însă, cu câteva clipe înainte de a face acest gest, este acostată de un anume dr. Dell, care îi oferă o slujbă în cadrul unui birou de recrutare, promițându-i tinerețea veșnică. Însă acest serviciu se dovedește a fi o modalitate prin care mii de oameni din prezent sunt preluați de o mașină mostruoasă, depersonalizați și transformați în soldați pentru un război care are loc departe în viitor.
Războiul se poartă între Glorioșii care stăpânesc Pământul și vor să îl înconjure cu o barieră energetică temporală și Planetarienii care populează sistemul solar. Bătălia este foarte strânsă, iar oamenii viitorului se văd nevoiți să recruteze tot mai multe persoane din epocile anterioare, întrucât numărul victimelor războiului este uriaș. Incapabilă să scape de sub controlul mașinii timpului manevrată de dr. Dell, Norma îi cere ajutorul fostului ei iubit, Jack. Acesta este prins în mrejele intrigii Glorioșilor, devenind unul dintre numeroșii soldați care folosesc pe post de carne de tun.
Totuși, depersonalizarea nu are asupra sa efectul scontat și Jack reușește să scape de sub controlul Glorioșilor și să plece cu o navă în căutarea Planetarienilor. Pe această navă se întâlnește cu Derrel, reprezentant al unei alte facțiuni din viitor, numită Vrăjitorii din Bor. Istoria consemnează reușita revoltei conduse de Derrel, care aduce o perioadă de pace în sistemul solar. Astfel, Jack se trezește a fi o unealtă într-o intrigă mult mai complicată decât își imaginase.
Norma scapă de sub controlul lui dr. Dell și reușește să ajungă la sursa din care se coordonează toate acțiunile temporale, descoperind că războiul viitorului ajunsese să creeze o sumedenie de istorii paralele, dintre care nu toate vor putea fi salvate. În final, cu puterile dobândite, reușește să îl aducă pe Jack alături de ea și să închidă cercul, ajungând înaintea sinuciderii ei din trecut, în clipa întâlnirii cu dr. Dell.

## Lista personajelor
- Norma Matheson - femeie din secolul XX, a cărei carieră și viață personală au ajuns într-un impas
- Jack Garson - om de știință îndrăgostit de Norma, cu care a fost coleg la universitate
- Doctorul Dell - Glorios care recrutează oameni din trecut
- Derrel - Vrăjitor din Bor și întemeietor al Dinastiei Derrel, despre care istoria consemnează că a condus o revoltă care a asigurat o perioadă de calm cunoscută ca Pacea Veșnică
- Mairphy - soldat în armata Glorioșilor recrutat dintr-o perioadă ulterioară celor 13000 de ani asigurați de Pacea Veșnică
- Căpitanul Lurradin - comandantul navei pe care se produce revolta lui Derrel

## Legături externe
- en  Istoria publicării lucrării Stăpânii timpului la Internet Speculative Fiction Database